# FIFA Street
FIFA Street е спортна видеоигра, разработена от EA Canada и издадена от американската компания Electronic Arts (EA). Излиза на 22 февруари 2005 и е предназначена за Nintendo GameCube, PlayStation 2 и Xbox в Северна Америка. Коментатор е MC Harvey от So Solid Crew.
FIFA Street е продължение на двете други поредици на EA – NFL Street и NBA Street. Използвана е същата концепция – да се опрости по-сложната и пълна версия със съответстващото заглавие от поредиците на FIFA (FIFA Football) чрез намаляване броя на правилата и опростена симулация.
Целта при FIFA Street е да се състави отбор от добре известни и признати футболисти, включващ Дейвид Бекъм, Зинедин Зидан, Роналдо и Роналдиньо, за реализиране на победи по целия свят. Играчът на обложката на играта е считаният за един от най-способните футболисти в света бразилски национал и суперзвезда на АС Милан Роналдиньо.
FIFA Street е посрещната с разочароващи оценки, насочени към редица слабости в играта, в т.ч. липсата на онлайн игра, за разлика от поредицата FIFA. Въпреки това на 28 февруари 2006 в САЩ излиза продължение FIFA Street 2, а на 3 март 2006 то е пуснато и в ЕС.